# 新加坡夜间野生动物园
夜间野生动物园（英語：Night Safari）是新加坡标志性旅游景点，亦是全球首座专为夜行动物设计的野生动物园。动物园于1994年开幕，现占地面积35公顷，位于新加坡北区万礼，坐落在新加坡动物园和实里达蓄水池上段旁的热带雨林中。
动物园中有约100种，900只左右的动物，其中41%为濒危物种，每年吸引游客约130万人次，是新加坡旅游标志性景点之一。夜间野生动物园与裕廊飞禽公园、新加坡动物园及河川生态园同由新加坡野生动物保育集团管理。

## 历史
夜间野生动物园的用地原为新加坡公用事业局所有，并长租给新加坡动物园，但一直没有开发。1988年，公用事业局与时任新加坡动物园园长伯纳德·哈里逊（Bernard Harrison）探讨了开发这片空地的想法，双方提出的计划包括建立高尔夫球场、水果种植园、日间野生动物园或休闲设施等。来自斯里兰卡的动物园专家林恩·德·阿尔维斯（Lyn de Alwis）则提出了建立夜间野生动物园的设想，园方对这一与众不同的想法钟爱有加。1980年代末，新加坡动物园开始尝试夜间开放，测试动物园的夜间游客量。园方在测试后认为夜间市场潜力巨大，确认了建立夜间野生动物园的构想。新加坡属热带气候，日照时间稳定，夜晚天气凉爽，也为夜间动物园提供了良好的自然条件。
1991年，新加坡政府为夜间野生动物园的建设计划拨款6500万新加坡元，动物园正式开始建设。动物园的建设历时七年才全部完工，共耗资6250万新加坡元。建设之初，动物园计划命名为“亚洲夜间野生动物园”（Asian Night Safari），之后更名为“夜间野生动物园”，不再将关注点局限于亚洲物种。夜间动物园是世界首创，建设过程中没有先例可供参考，面临诸多建设难题，其中尤以照明问题最为困难。照明系统如果太暗会使游客无法观赏园中动物，如果太亮又会影响夜行动物的夜间自然行为。园区于是邀请了英国剧院灯光设计师西蒙·考德尔（Simon Corder）设计灯光。园内的灯光自高处照射下来，模拟了自然状态下的月光，其亮度、色彩和色温都与月光相仿。
1994年5月3日晚，夜间野生动物园开始对外试运营，收获了大量好评，随后在5月26日由时任新加坡总理吳作棟宣布正式开幕。营业首年，夜间野生动物园接待了76万游客，大大超出了园方最初18万游客的预期。1995年8月，夜间野生动物园迎来了第100万名游客。开业第三年，动物园年接待游客数已经达到95万。
2000年，新加坡政府宣布停止对新加坡动物园、夜间野生动物园和裕廊飞禽公园的资助，三间动物园于8月1日并入淡马锡控股旗下企业新加坡野生动物保育集团管理。2014年时，动物园年平均游客量已经达到110万，还举办了成立20周年纪念活动。2018年时，动物园已经每年接待130万游客，早已成为新加坡的标志性旅游景点。

## 参观特色
夜间野生动物园与裕廊飞禽公园、新加坡动物园及河川生态园同属新加坡野生动物保育集团旗下管理。动物园坐落于新加坡北區万礼万礼湖路80号，毗邻新加坡动物园和实里达蓄水池上段，占地35公頃（86英畝）。园区全年无休，每晚7:15至午夜12时开放。
园区内分为6个地理区域，涵盖喜马拉雅山、东南亚丛林、亚洲沼泽河岸等不同的地理环境，游客可以步行或搭乘游览车参观。游览车全程耗时40分钟，步行游览则有四条路径可供游客选择。动物园共有约100种、900只左右的动物，其中41%为濒危物种，包括亚洲象、马来貘、渔猫、马来穿山甲和红毛猩猩等。亚洲象“查旺”（Chawang）是园中最受欢迎的动物之一，也是动物园的动物大使。
夜间野生动物园与新加坡动物园类似，都采用“开放式”的理念，尽力重现动物生存的自然环境，不使用笼子，而是使用植物、网、水道等作为自然屏障将动物分隔开。园区周围的铁丝网采用加宽的网格，避免伤害动物的蹄子。园区内的植物繁茂，与自然屏障连为一体，以给游客提供真实丛林的感觉。园区还为非本土动物引进了其栖息地的植物，为动物营造熟悉的环境。
动物园有动物表演《夜晚的精灵》（Creatures of the Night） ，展示熊狸、水獭、藪貓和斑鬣狗等动物的自然天性。园中亦有舞蹈和文化表演，展示原住民的文化特色。动物园还为游客提供餐饮服务。

## 动物保育
新加坡野生动物保育集团旗下动物园认为，现代动物园的主要功能是动物保育和公众教育。夜间野生动物园曾成功繁育了多种濒危动物，包括馬來亞虎、亚洲象、漁貓、豺、云豹、倭水牛、捻角山羊、爪哇野牛、馬來貘和亚洲狮等物种。动物园还实现了全球首次人工圈养繁育马来穿山甲和亚洲首例人工圈养繁殖棕鼯鼠。2006年3月，动物园出资360万新加坡元建成野生动物医疗和研究中心，为园内动物提供更好的医疗和保育。

## 事件和争议
1996年9月，一只马来亚虎因所在区域的门意外打开而逃脱，进入游客区域，最终被工作人员击毙。2001年7月，动物园的明星亚洲象“查旺”冲撞了一位饲养员，导致其肋骨骨折，肺部被刺穿。
2005年4月，一名游客在观看动物表演时遭到一只藪貓攻击，导致腿部受伤入院治疗。新加坡关爱动物研究协会（ACRES）在此之后发起活动，呼吁新加坡动物园和夜间野生动物园取消动物表演。该组织认为两间动物园中的部分表演不具教育性，只会对动物造成伤害，对观众的安全也带来威胁。
2010年7月，园中一棵树倒下后砸坏了水鹿区域的篱笆，六只水鹿趁机逃脱。最终仅有五只平安找回，另一只因高温中暑而死。2011年9月，夜间野生动物园母公司新加坡野生动物保育集团临时决定取消在动物园举行的年度万圣夜活动。此时公司已经为活动花费100万新加坡元，售出近千张门票，距离原定的活动时间仅有两周。此举引发公众的强烈批评。

## 获得奖项
夜间野生动物园在国际业界获得广泛好评，还曾吸引圣迭戈动物园和迪士尼動物王國等动物园的专家前来学习经营理念。截至2018年，动物园已经13次获得新加坡旅游局颁发的“最佳景点奖”，还曾在1995年获东盟旅游协会评为“东盟最佳旅游新景点”，在2010年获得國際遊樂園及景點協會“最受欢迎亚洲景点”等奖项。